# Slavko Goluža
Slavko Goluža (nascut el 17 de setembre de 1971) és un exjugador d'handbol croat, que va participar en els Jocs Olímpics d'Estiu de 1996 i en els Jocs Olímpics d'Estiu de 2004. És també l'actual entrenador de la selecció nacional de Croàcia.
Goluža va néixer a Stolac, RS de BiH, RFS de Iugoslàvia. Fou membre de la selecció croata d'handbol que va guanyar dues medalles als Jocs Olímpics d'Estiu: la medalla d'or als Jocs Olímpics d'Atlanta 1996 i als Jocs Olímpics d'Atenes 2004. Durant una dècada ha tingut participació en totes les medalles que Croàcia ha guanyat en el Campionat del món (or el 2003, plata el 1995 i el 2005), i al Campionat d'Europa (plata el 1994).